# Крайне
Крайне (словац. Krajné) — село, громада округу Миява, Тренчинський край. Кадастрова площа громади — 28.43 км².
Населення 1446 осіб (станом на 31 грудня 2019 року).

## Історія
Крайне згадується 1392 року.

## Населення
| Рік:            | 1994. | 2004.   | 2014.   | 2024.   |
| --------------- | ----- | ------- | ------- | ------- |
| Кількість осіб: | 1811  | 1664    | 1556    | 1405    |
| Різниця:        |       | -8,11 % | -6,49 % | -9,70 % |

| Рік:            | 2023. | 2024.   |
| --------------- | ----- | ------- |
| Кількість осіб: | 1422  | 1405    |
| Різниця:        |       | -1,19 % |